# Lupita Jones
María Guadalupe Jones, detta Lupita (Mexicali, 6 settembre 1967), è una modella messicana, eletta Miss Universo 1991.

## Biografia
Nel settembre 1990 ha vinto, in qualità di rappresentante dello stato messicano di Baja California, il titolo di Señorita Mexico (Miss Messico). L'anno seguente, il 17 maggio 1991 è stata incoronata a Las Vegas Miss Universo, vincendo contro 72 contendenti.
Nel 1994 ha fondato una società denominata Promocertamen, e ha creato il concorso di bellezza Nuestra Belleza Mexico, concorso ufficiale per scegliere le rappresentanti messicane per Miss Universo, Miss Mondo e Miss International.
Lupita Jones è anche diventata un popolare personaggio della televisione messicana, comparendo in numerose trasmissioni.

## Filmografia (parziale)
- Rosario (2013)
- El señor de los cielos (2019)